# Lottie Dod
Charlotte "Lottie" Dod, född 24 september 1871 i Bebington i Merseyside, död 27 juni 1960 i Sway i Hampshire, var en brittisk tennis- och golfspelare.
Lottie Dod upptogs 1983 i International Tennis Hall of Fame.

## Tenniskarriären
Lottie Dod vann sin första singeltitel i Wimbledonmästerskapen 1887 i en ålder av bara 15 år och 10 månader. Hon är därmed den yngsta segraren någonsin i den turneringen. Hon vann singeltiteln där ytterligare fyra gånger.
Redan som 14-åring besegrade Lottie Dod den tvåfaldiga Wimbledonsegraren Maud Watson i en turnering i Bath. Det var då Watsons första förlust på 55 matcher. Redan som 13-åring hade Dod mött Watson i en mindre turnering, och varit ytterst nära seger. Kommentatorer spådde därför att Dod i framtiden skulle "låta höra talas om sig". Sina Wimbledonmästerskapstitlar vann Dod samtliga överlägset mot en, i alla finaler, chanslös Blanche Hillyard. Finalen ("Challenge Round") 1887 vann Dod med setsiffrorna 6-2, 6-0 över titelförsvarande Hillyard. I alla deras fem finalmöten lyckades Hillyard, som själv kom att bli femfaldig singelsegrare i turneringen, bara ta ett enda set från Dod.
Lottie Dod mötte Louise Martin i 1886 års Irish Open, och förlorade den matchen, den sista av fem förluster under hela sin tenniskarriär. Året därpå, 1887, vann Dod singeltiteln i Irish Open.

## Spelaren och personen
Lottie Dod var en mångbegåvad idrottare. Hon har beskrivits som storväxt och "pojkaktig" (på engelska "tomboy") och kom från en välbärgad, idrottsintresserad familj. Förutom tennis, som hon övergav vid 21 års ålder, spelade hon också golf på elitnivå. År 1904 blev hon Brittisk mästare i golf. Hon spelade också field hockey på landslagsnivå, och tävlade i den idrotten för England 1889–1890. Hon var också mästerlig i bågskytte, med OS-silver 1908 som främsta merit. Hon tävlade också på skridsko.
Som tennisspelare drog hon publikens uppmärksamhet till sig. Hon hade lärt sig spelet själv tillsammans med sin åtta år äldre syster Annie och två bröder (Willy och Tony). Hon hade sedan utvecklat sin teknik under ledning av de två bröderna Ernest Renshaw och William Renshaw, vilka var 1880-talets dominerande tennisspelare. Hennes spel var därför helt annorlunda och effektivare än övriga kvinnliga spelares vid den tiden. Bland annat använde hon smash och serve som hon slog över huvudet. I samband med Wimbledontriumfen 1887 påstås en av hennes motståndare ha sagt att Dod hade orättvis fördel av sin ringa ålder, som tillät henne att spela i korta ärmar och halvlång kjol. Denna klädsel medgav större rörlighet än de äldre spelarnas klädsel som vid tiden föreskrev korsett, lång ärm och fotsid kjol.   
Lottie Dod fortsatte livet igenom att intressera sig för tennis och besökte varje år Wimbledonmästerskapen. Det berättas att hon avled (88 år gammal boende på ett vårdhem) när hon lyssnade på en radioutsändning från Wimbledon. 

## Grand Slam-titlar
- Wimbledonmästerskapen
  - Singel - 1887, 1888, 1891, 1892, 1893

## Golfkarriären
Det var få golfklubbar som tillät kvinnor att spela då Lottie Dod blev intresserad av sporten vid 15 års ålder. Till skillnad från tennisen så tyckte Dod att golf var en svår sport. Vid tiden då hennes intresse för golf växte så bildades Ladies Golf Union (LGU) och därmed klassades även damgolf som sport.
Dod var med och bildade damernas golfklubb i Moreton 1894 och hon deltog i det årets National Championships (matchspel) på Littlestone i Kent. Hon åkte ut i den tredje rundan men hennes intresse för sporten växte sig allt starkare och hon ställde upp i flera National Championships och andra tävlingar de kommande åren. 1898 och 1900 nådde hon semifinalerna i National Championships men besegrades båda gångerna. 1900 deltog hon även i en inofficiell landskamp mot Irland som England vann med 37-18.
Hon ställde inte upp i några golftävlingar 1901 och knappt några stora tävlingar alls de kommande två åren men hon tävlade åter igen i 1904 års National Championships som hölls på Troon. Hon kvalificerade sig för semifinalen för tredje gången i sin golfkarriär och vann den för första gången.  Hennes motståndare i finalen var May Hezlet som hade vunnit tävlingen 1899 och 1902. Matchen var mycket jämn och de båda låg lika inför det avslutande hålet. Hezlet missade sin putt på det 18:e hålet vilket gav Dod en överraskande seger. Hon blev därmed den första och fram till februari 2006 den enda kvinna som har vunnit både de brittiska tennis- och golfmästerskapen.
Efter sin seger seglade Dod till Philadelphia, dit hon hade bjudits in av Frances Griscom, en tidigare amerikansk golfmästarinna, för att få vara med på American Ladies Championship som åskådare. När hon anlände fick hon veta att tävlingsreglerna hade ändrats så att även utländska spelare fick delta i tävlingen och hon fick även en förfrågan om hon ville ställa upp. Tävlingen blev en besvikelse då hon åkte ut redan under den första rundan men hon övertalade flera amerikanska damspelare att ställa upp i de brittiska mästerskapen året efter. 
Veckan före 1905 års brittiska mästerskap planerades tre internationella matcher och den skulle starta med den första matchen som hölls mellan Storbritannien och USA. Dod var den enda brittiska spelaren som förlorade en match men England vann med 6-1. Hon spelade sedan för England då de förlorade mot Skottland med 3-4 men vann över Irland med 4-3. Hon förlorade dock båda sina matcher. Dod åkte sedan ut i mästerskapstävlingarna och det blev även hennes sista framträdande som golfspelare.

## Bågskyttekarriären
Dod tog silver vid olympiska sommarspelen 1908 i bågskytte.